# Steffensen
Stefan Stefani kalder sig selv Steffensen. Alkoholiseret digter i Tom Kristensens roman Hærværk. Søn af præsten H. C. Stefani. Han påtager sig skylden for at have smittet familiens tjenestepige med en kønssygdom og tager til København med hende for at tage sig af hende. Han bliver Ole Jastraus (romanens hovedperson) onde ånd, ved at minde ham om hans egen fortid som eksperimenterende digter og ved at opmuntre ham til at drikke. 
Spillet af Jesper Christensen i filmatiseringen af romanen.
Kilde
- Jørgensen, Aage (red.) – Omkring Hærværk, Hans Reitzels Forlag, København, 1969.